# Colin Brooks
Colin Brooks, né en 1881, est un coureur cycliste britannique.

## Biographie
En 1908, il remporte une médaille de bronze aux Jeux olympiques de Londres, lors de la compétition de tandem avec William Isaacs. Il participe également à l'épreuve du 20 kilomètres mais est éliminé au 1er tour.

## Palmarès

### Jeux olympiques
- Londres 1908
  -  Médaillé de bronze du tandem